# فرناندو اوئرو
فرناندو اوئرو (انگلیسی: Fernando Usero؛ زادهٔ ۲۷ مارس ۱۹۸۴) بازیکن فوتبال اهل اسپانیا است.
از باشگاه‌هایی که در آن بازی کرده‌است می‌توان به باشگاه فوتبال اتلتیکو مادرید، باشگاه فوتبال کوردوبا، باشگاه فوتبال الچه، باشگاه فوتبال آلکورکون، باشگاه فوتبال آستراس تریپولی، باشگاه فوتبال آترومیتوس، باشگاه فوتبال مالاگا، و باشگاه فوتبال اتلتیکو مادرید بی اشاره کرد.